# شاردمهان (دشتابي الغربي)
شاردمهان (بالفارسية: شارد) هي قرية تقع في إيران في قسم دشتابي الغربي الريفي. يقدر عدد سكانها بـ 973 نسمة .